# Gary (Indiana)
Gary ist eine City mit rund 70.000 Einwohnern im Nordwesten des US-Bundesstaates Indiana und gehört zum Großraum Chicago.
Sie ist geprägt von der Stahlindustrie und befindet sich durch deren Niedergang heutzutage in einer strukturell und finanziell prekären Lage. Die Stadt liegt am Michigansee an der Grenze zu Illinois.
Durch das Lied „Gary, Indiana“ aus dem Musical The Music Man ist sie im englischsprachigen Raum relativ bekannt. In dem Lied wird wahrheitsgemäß erzählt, dass der Name der Stadt von Elbert H. Gary stammt, einem Mann „von richterlichem Ruhm“. Gary war Vorstandsvorsitzender von US Steel, als diese hier ein Stahlwerk errichtete, mit dem die Gründung der Stadt einherging. Zuvor war er Richter im DuPage County, weshalb er auch danach als „Richter Gary“ bekannt blieb.
Gary ist die Heimatstadt der Musikerfamilie Jackson einschließlich des 1958 hier geborenen Michael Jackson. Bekannt wurde der Name der Stadt auch durch den Pädagogen William Albert Wirt (1874–1938) und das von ihm geschaffene Unterrichtsmodell, das Garysystem genannt wird.

## Geographie
Die Stadt liegt am südlichen Ende des Michigansees und wurde größtenteils auf Sand errichtet, der auch seine Küstenlinie bestimmt.

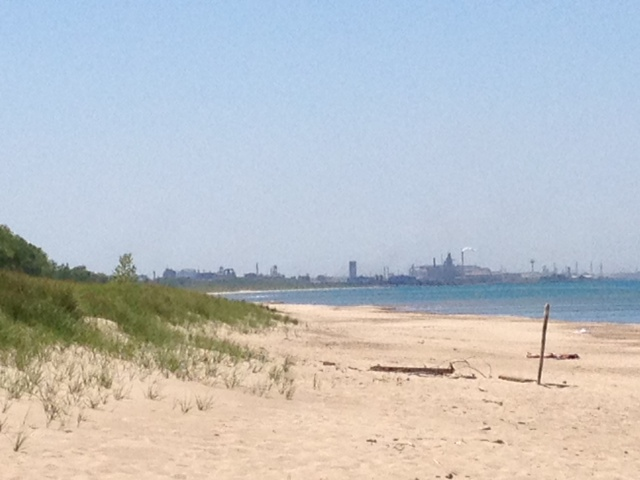
Wells Street Beach nahe Miller

Das Stadtgebiet von Gary entspricht einer „T“-Form. Die nördliche Grenze liegt direkt am Michigansee, am nordwestlichen Ende grenzt Gary an Hammond (Indiana) und Chicago. Miller Beach liegt am östlichen Ende und grenzt an Lake Station, Indiana und Portage. Gary grenzt im Süden an Griffith, Hobart, Merrillville, Indiana und Ross, Indiana.

## Geschichte
Gary, Indiana wurde 1906 von der United States Steel Corporation als Standort für das neue Werk, Gary Works, gegründet. Die Stadt wurde nach dem Anwalt und späteren Richter Elbert Henry Gary, einem der Gründer der United States Steel Corporation benannt.
Die Entwicklung von Gary ist eng mit der US-amerikanischen Stahlindustrie verbunden. Deren Wachstum brachte Wohlstand in die Stadt. Broadway Avenue entwickelte sich zum Geschäftszentrum der Region. Kaufhäuser und architektonisch bedeutende Kinohäuser wurden im Stadtzentrum und im Stadtviertel Glen Park errichtet.
In den 1960er-Jahren wurde Gary, wie viele andere US-Städte, deren Entwicklung an einer einzigen Industrie hing, in eine wirtschaftliche Abwärtsspirale gezogen. Gary litt insbesondere unter der steigenden Konkurrenzfähigkeit der Stahlproduktion außerhalb der USA. Diese zwang U.S. Steel zu zahlreichen Entlassungen in der Region um Gary.
Im 20. Jahrhundert veränderte sich die Bevölkerungsstruktur von Gary maßgeblich. Damit einher gingen politische Veränderungen, die dazu führten, dass Gary eine der ersten Städte mit einem afro-amerikanischen Bürgermeister, Richard G. Hatcher, wurde. 1972 fand hier die National Black Political Convention statt.
Zwischen 1960 und 1990 kam es zu einem starken Wachstum der umliegenden Gemeinden von Merrillville und Crown Point. Jedoch führten die Flucht weißer Familien (white flight), der wirtschaftliche Abschwung und die zunehmende Kriminalität zu einer weiteren Abwanderung der wohlhabenderen Bevölkerungsschichten.
In den 1990er-Jahren und den frühen Jahren des 21. Jahrhunderts verfügte Gary über den höchsten Anteil an afroamerikanischen Bürgern in einer Stadt über 100.000 Einwohnern (rund 84 % laut dem US-Zensus von 2000). Die Einwohnerzahl von Gary fiel seither unter 100.000.
U.S. Steel ist weiterhin der größte Arbeitgeber der Region, jedoch nur mit einem Bruchteil der früheren Mitarbeiter. Während die frühere Beschäftigung im Produktionsbereich nicht mehr erreicht werden konnte, entstanden Jobs im Dienstleistungsbereich – etwa in den zwei Casinos, die entlang der Gary Lakeshores in den 1990er-Jahren eröffnet wurden. Heute ist Gary eine Stadt, die die Schwierigkeiten des Rust Belt, wie Arbeitslosigkeit, eine verfallende Infrastruktur und niedrige Bildungsniveaus zu bekämpfen hat.

### Einwohnerentwicklung
Seit den 1960er-Jahren mussten das Stahlwerk und dessen Zulieferbetriebe Tausende von Beschäftigten entlassen, die Bevölkerung von Gary ging seither um mehr als die Hälfte zurück. Dementsprechend sind große Teile der Stadt heute nahezu verlassen, wegen der dadurch vermehrt massenhaft anzutreffenden Ruinen wird die Stadt inzwischen auch das „Pompeji des mittleren Westens“ genannt.
| Jahr | Einwohner |
| ---- | --------- |
| 1910 | 15.802    |
| 1920 | 55.378    |
| 1930 | 100.666   |
| 1940 | 111.719   |
| 1950 | 133.911   |
| 1960 | 178.320   |
| 1970 | 175.415   |

| Jahr | Einwohner¹ |
| ---- | ---------- |
| 1980 | 144.953    |
| 1990 | 116.646    |
| 2000 | 102.746    |
| 2005 | 98.715     |
| 2010 | 80.294     |
| 2020 | 69.093     |

¹ 1980–2000: Volkszählungsergebnisse; 2005: Fortschreibung des US Census Bureau
Gemäß der US-Volkszählung 2000 war Gary die Großstadt mit dem höchsten Anteil afroamerikanischer Bevölkerung (85,3 %) in den USA.

## Sehenswürdigkeiten

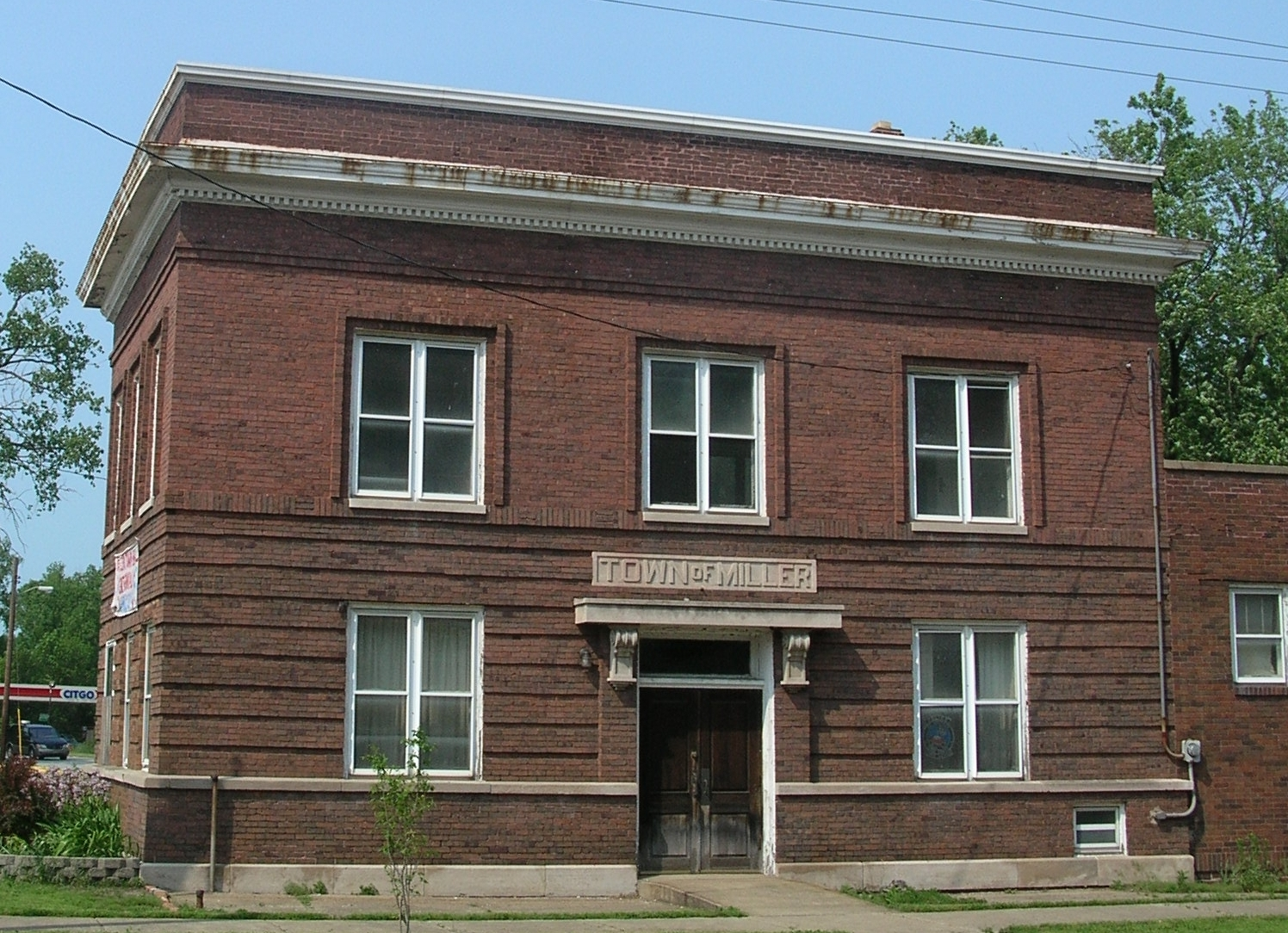
Miller Town Hall (2011). Dieses 1911 erbaute, ehemalige Rathaus für die Stadt Miller diente später als Feuerwehrwache. Das Gebäude wurde im Juli 1978 als erstes Objekt in Gary im NRHP eingetragen.

28 Bauwerke, Stätten und historische Bezirke (Historic Districts) in Gary sind im National Register of Historic Places („Nationales Verzeichnis historischer Orte“; NRHP) eingetragen (Stand 14. September 2022), darunter mehrere Kirchen und Schulen und ein Museum für den Luftfahrtpionier Octave Chanute.

## Persönlichkeiten

### Söhne und Töchter der Stadt

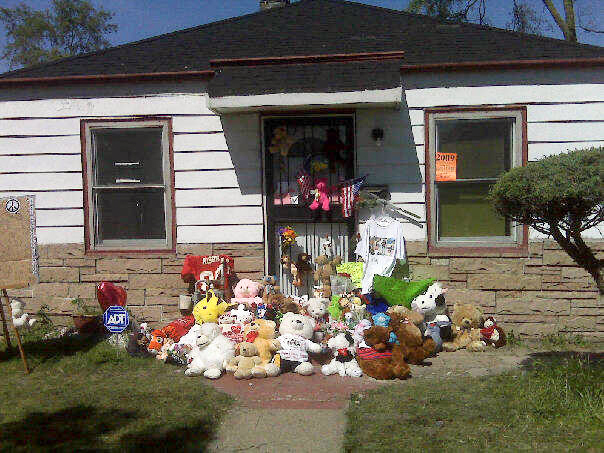
Michael Jacksons Elternhaus in Gary (2009)

- Jerry Blake (1908–1961), Klarinettist und Altsaxophonist des Swingjazz
- Tony Zale (1913–1997), Mittelgewichtsweltmeister im Profiboxen
- Paul A. Samuelson (1915–2009), Wirtschaftswissenschaftler und Nobelpreisträger 1970
- Johnny Bothwell (1919–1995), Jazz-Altsaxophonist und Bandleader
- Morris Lane (um 1920–1967), Jazzmusiker
- King Perry (1920–1990), Rhythm-&-Blues-Musiker
- Mousie Alexander (1922–1988), Jazzschlagzeuger
- Joseph H. Connell (1923–2020), Ökologe und Professor für Zoologie
- Chuck Higgins (1924–1999), Jazz-, R&B- und Rock-Saxophonist
- E. Parker McDougal (1924–1994), Jazzmusiker
- James McCracken (1926–1988), Sänger mit der Stimmlage Tenor
- Robert Kearns (1927–2005), Erfinder des Intervall-Scheibenwischers
- Frank Borman (1928–2023), Astronaut
- Ralph McQuarrie (1929–2012), Konzept-Designer und Futurist
- Helene Stanley (1929–1990), Schauspielerin und Tänzerin
- Harold Scheub (1931–2019), Afrikanist
- Charles Adkins (1932–1993), Olympiasieger im Boxen
- Ben Aronov (1932–2015), Jazzpianist
- Adam Benjamin, Jr. (1935–1982), Politiker
- Alex Karras (1935–2012), American-Football-Spieler und Schauspieler
- Jeanne Stunyo (* 1936), Wasserspringerin
- Fred Williamson (* 1938), Footballspieler, Schauspieler und Regisseur
- Myron Krueger (* 1942), Medienkünstler
- Carole Brookins (1943–2020), Geschäftsfrau und Regierungsbeamtin
- Art LaFleur (1943–2021), Schauspieler
- Clarissa Pinkola Estés (* 1943/1945), Psychoanalytikerin, Schriftstellerin, Journalistin, Dichterin und Bewahrerin indigener Erzählungen
- Joseph E. Stiglitz (* 1943), Ökonom und Nobelpreisträger 2001
- William Albright (1944–1998), Komponist, Pianist und Organist
- Pete Visclosky (* 1949), Politiker
- John Stephen Pazak (* 1946), Ordensgeistlicher und ruthenisch griechisch-katholischer Bischof von Phoenix
- Familie Jackson:
  - Rebbie Jackson (* 1950)
  - Jackie Jackson (* 1951), ehemaliges Mitglied der Jackson Five
  - Tito Jackson (1953–2024), Sänger
  - Jermaine Jackson (* 1954), Sänger
  - La Toya Jackson (* 1956), Popsängerin und Playboy-Model
  - Marlon Jackson (* 1957), Sänger und Musiker, ein Gründungsmitglied der Jackson Five
  - Michael Jackson (1958–2009), Sänger, Songwriter und Entertainer
  - Randy Jackson (* 1961), Sänger und Musiker, Mitglied der Jackson Five
  - Janet Jackson (* 1966), Sängerin, Tänzerin und Schauspielerin
- Greg Lyman (* 1950), Eisschnellläufer
- Deniece Williams (* 1950), R&B-Sängerin
- Elizabeth Brown Pryor (1951–2015), Diplomatin und Historikerin
- Robert A. McDonald (* 1953), Manager und Politiker
- John Rapson (* 1953), Jazz-Posaunist und Hochschullehrer
- Todd Coolman (* 1954), Jazzmusiker, Fachautor und Hochschullehrer
- Bianca Ferguson (* 1955), Schauspielerin
- Sista Monica Parker (1956–2014), Blues- und Gospelsängerin
- Janis Dowd (1958–2021), Schwimmerin
- Joan Faulkner (* 1960), Jazz-Sängerin
- Kym Mazelle (* 1960), Soul-, R&B- und Popsängerin sowie Songwriterin
- Jevetta Steele (* 1963), Gospelmusikerin und Sängerin
- Danton Boller (* 1972), Jazzmusiker und Musikproduzent
- Quadre Lollis (* 1973), Basketballspieler
- Glenn Robinson (* 1973), Basketballspieler
- Angel Manfredy (* 1974), Profiboxer
- Freddie Gibbs (* 1982), Rapper
- Chris Hunter (* 1984), Basketballspieler
- Mark Jelks (* 1984), Sprinter
- Jaymar Johnson (* 1984), American-Football-Spieler
- Jlin (* 1987), Komponistin und Produzentin aus dem Bereich der elektronischen Musik
- Jon’Vea Johnson (* 1995), American- und Canadian-Football-Spieler
- Darius Garland (* 2000), Basketballspieler

### Personen, die vor Ort gewirkt haben
- Karl Malden (1912–2009), Schauspieler, Hauptdarsteller in der Fernsehserie Die Straßen von San Francisco
- Cannonball Adderley (1928–1975), Jazzsaxophonist
- Katie Hall (1938–2012), Politikerin und Abgeordnete im Repräsentantenhaus der Vereinigten Staaten

## Filme
- Der amerikanische Spielfilm Original Gangstas (1996) spielt in Gary.